# Ischnocnema vizottoi
Ischnocnema vizottoi é uma espécie de anfíbio da família Brachycephalidae. Endêmica do Brasil, pode ser encontrada nos estados de Minas Gerais e São Paulo.